# Eyefear
Eyefear ist eine australische Progressive- und Power-Metal-Band aus Melbourne, die im Jahr 1994 gegründet wurde.

## Geschichte
Die Band wurde im Sommer 1994 von Gitarrist Con Papazoglou, Bassist Rob Gorham, Schlagzeuger Zain Kimmie und Gitarrist Ken Taylor gegründet. Einige Monate später fand die Band mit Jason Smart einen passenden Sänger. Nachdem die Band einige Monate Lieder eingeprobt und Konzerte gespielt hatte, begab sie sich in die Toyland Studios, um ihr Debütalbum Edge of Existence aufzunehmen. Die Aufnahmen fanden von November 1995 bis März 1996 statt.
Im April 1997 verließ Sänger Jason Smart die Band, dem kurz darauf Gitarrist Ken Taylor folgte. Im November 1997 kam Gitarrist Anthony Porchia zur Band. Im Juni 1998 begab sich die Band für Proben ins Studio. Währenddessen kam Sänger Jimmy Georgopoulos zur Besetzung. Im Juli kam außerdem Keyboarder Shiran Manan zur Band. Zusammen arbeiteten sie an neuen Lieder, woraus die EP Dawn... A New Beginning entstand, auf dem zwei Lieder des Debütalbums enthalten waren. Zwischen August 1999 und Februar 2000 verließen Gitarrist Anthony Porchia, Sänger Jimmy Georgopoulos und Keyboarder Shiran Manan die Band. Die verbliebenen Mitglieder setzten die Proben fort. Im September 2000 kamen Keyboarder Garrett Ryan und Sänger Danny Cecati als Ersatz zur Band. 
Im September 2002 nahm die Band Lieder für ein neues Album auf. Die Aufnahmen für das Album 9 Elements of Inner Vision fanden unter der Leitung von Endel Rivers in den Palm Studios statt. Im Oktober verließ Keyboarder Ryan kurzzeitig die Band, bevor er im November der Band wieder beitrat, aber ein wenig später die Besetzung wieder verließ. Im Fortlauf des Aufnahmeprozesses wurde er durch Sammy Giaccotto ersetzt. Das Album wurde im Jahr 2004 über Massacre Records veröffentlicht. Im Jahr 2007 veröffentlichte die Band das Album A World Full of Grey über Dockyard 1, dem sich im Jahr 2008 The Unseen anschloss.

## Stil
Die Band spielt progressiven Power Metal, wobei das Schlagzeug sehr präzise gespielt wird und das Keyboard eine dominante Rolle hat.

## Diskografie
- 1996: Edge of Existence (Album, Eigenveröffentlichung)
- 1999: Dawn... A New Beginning (EP, Eigenveröffentlichung)
- 2003: Promo (Demo, Eigenveröffentlichung)
- 2004: 9 Elements of Inner Vision (Album, Massacre Records)
- 2007: A World Full of Grey (Album, Dockyard 1)
- 2008: The Unseen (Album, Dockyard 1)